# Inachus phalangium
Inachus phalangium är en kräftdjursart som först beskrevs av Fabricius 1775.  Inachus phalangium ingår i släktet Inachus och familjen Inachidae. Enligt den svenska rödlistan är arten otillräckligt studerad i Sverige. Arten förekommer i Götaland. Artens livsmiljö är havet. Inga underarter finns listade i Catalogue of Life.

## Bildgalleri

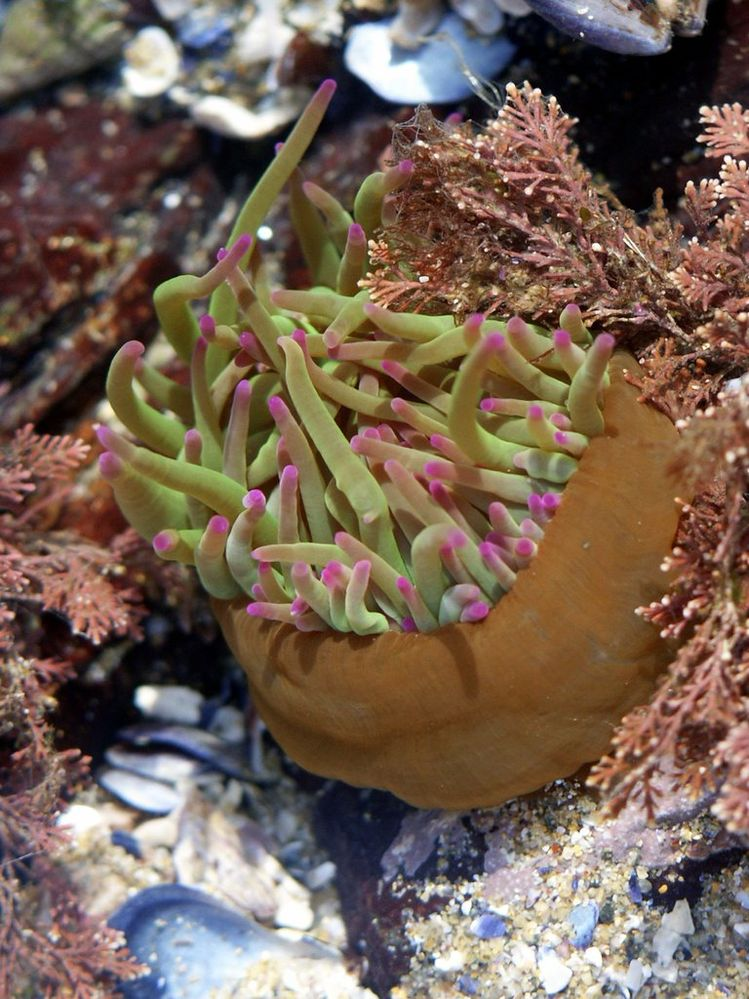